# Мексички рат за независност
Мексички рат за независност (шп. Guerra de Independencia de México) је био оружани сукоб, и кулминација политичког и друштвеног процеса који је окончао владавину Шпаније 1821. године на територији Вицекраљевства Нова Шпанија. Рат је имао свој увод у француској инвазији на Шпанију 1808. Рат је почео покличом из Долореса Мигела Идалга од 16. септембра 1810. до уласка Војске три гаранције на челу са Агустином де Итурбидеом у Мексико Сити 27. септембра 1821. Сваке године 16. септембар се прославља као Дан мексичке независности.
Покрет за независност инспирисали су просветитељство и Америчка и Француска револуција. До тада је образована елита Вицекраљевства Нова Шпанија почела да размишља о односима између Шпаније и њених колонијалних краљевстава. Промене у друштвеној и политичкој структури узроковане Бурбонским реформама и дубоке економске кризе у Новој Шпанији узроковале су неугодност међу домаћеом креолском елитом.
Драматични политички догађаји у Европи, Француски револуционарни ратови и освајања Наполеона утицало је на догађаје у Новој Шпанији. Године 1808. Карлос IV и Фернандо VII били су присиљени да абдицирају у корист француског цара, који је затим поставио свог старијег брата Жозефа за краља. Исте године, градско веће Сијудад Мексика, уз подршку вицекраља Хосеа де Итуригараја, прогласио је суверенитет у одсуству легитимног краља. То је довело до државног удара против вицекраља; када су потиснути, лидери покрета били су затворени.
Упркос поразу у Мексико Ситију, мале групе побуњеника су се среле у другим градовима Нове Шпаније како би подигле покрете против колонијалне владавине. Након што су откривени 1810. године, завереници из Керетара су се одлучили да подигну оружани устанак 16. септембра у друштву сељака и аутохтоних становника Долореса (Гванахуато), које је на акцију позвао секуларни католички свештеник Мигел Идалго, бивши ректор Факултета де Сан Николас Обиспо.
После 1810. године покрет покрета независности прошао је неколико фаза, пошто су вође затворили или погубили снаге лојалне Шпанији. У почетку су побуњеници оспоравали легитимитет Жозефа Бонапарте, признајући суверенитет Фернанда VII над Шпанијом и његовим колонијама, али касније лидери су усвојили радикалније ставове, одбацујући тежње Шпаније и подржавајући нови друштвени поредак укључујући и укидање ропства. Секуларни свештеник Хосе Марија Морелос позвао је сепаратистичке покрајине да формирају Конгрес из Чилпансинга, што је побуњеницима дало правни оквир. Након пораза Морелоса, покрет је преживео као мали рат под водством Висентеа Герера. До 1820. године, неколико побуњеничких група преживело је пре свега у Сијери Мадре дел Сур и Веракрузу.
Враћање либералног Устава из Кадиса 1820. године изазвало је промену ума међу елитним групама које су подржале шпанску владавину. Монархистички креоли погођени Уставом одлучили су да подрже независност Нове Шпаније; тражили су савез са бившим побуњеницима. Агустин де Иртиде водио је војно крило завереника и почетком 1821. срео се Висентеом Герером. Обојица су објавили План из Игвале, који је затражио савет свих побуњеничких фракција, а подржавали су га и аристократија и свештенство Нове Шпаније. Тражили су монархију у независном Мексику. На крају, независност Мексика постигнута је 27. септембра 1821. године.
После тога, копннени део Нове Шпаније организован је као Мексичко царство. Ова краткотрајна католичка монархија претворила се у савезну републику 1823. године, због унутрашњих сукоба и одвајања Средње Америка из Мексика.
После неких покушаја поновног освајања Мексика, укључујући поход Исидра Барадаса 1829. године, Шпанија под владавином Изабеле II је признала независност Мексика 1836. године.

## Претходни изазови за владавину круне
Постоје докази да су чак од раног периода у историји Мексика након освајања, постојала настојања артикулације идеје засебног мексичког идентитета, иако се у то време то догађало само међу елитним креолским круговима. Упркос овом мрмљању о независности, озбиљни изазови шпанској царској моћи пре 1810. били су ретки и релативно изоловани.
Један рани изазов крунском ауторитету дошао је од шпанских конквистадора чија су одобрења енкомиенде, награде за освајање, требало да буду окончане након смрти тренутних носилаца доделе. Енкомендероска завера је укључивала дон Мартина Кортеса, сина Ернана Кортеса, који је био прогнан, а други завереници су погубљени.
Још један изазов крунском ауторитету догодио се 1624. године када су елите збациле реформистичког вицекраља Маркеза де Хелвеса, који је настојао да разбије рекетарење од којих је елита профитирала и смањи раскошно испољавање клерикалне моћи. Вицекраљ је смењен након урбаних верских побуна грађана Мексико Ситија 1624. године које су изазвале елите. Гомила, која је углавном била католичка, наводно је викала: „Живео краљ! Живео Христос! Смрт лошој влади! Смрт јеретичком лутерану [вицекраљу Хелвесу]! Ухапсите вицекраља!” Напад је био посебно против Хелвеса, који се сматрао лошим представником круне, а не против саме монархије или колонијалне владавине.